# Scaphiella curlena
Scaphiella curlena là một loài nhện trong họ Oonopidae.
Loài này thuộc chi Scaphiella. Scaphiella curlena được Arthur M. Chickering miêu tả năm 1968.